# 保時捷C88
保時捷C88（Porsche C88）是德國汽車製造商保時捷於1994年為針對中國市場而設計的一款原型車。該車由保時捷工程師於四個月內完成研發，並首次於1994年在北京車展中首次公開亮相，現只存放於德國斯圖加特的保時捷博物館中展出。

## 名稱
"C"代表英語中C開頭的""，意思為「便宜、中國特色、舒適和乾淨」；"88"在中文是「發」的諧音，代表「發財」，有吉祥的意思。

## 簡介
1994年，中国政府為了有适合中國國情的廉價家用汽车，遂邀請全球20家汽车廠商參與「中国家庭轿车计划」，保時捷在計劃吸引下便總共花了四個月設計了保時捷C88。跟其他保時捷車款不同，保時捷C88並沒有掛保時捷的車標，反而以一個「三圓」為形狀的盾牌車標代替，代表中國當時普遍以三人為主的家庭。更只配備一個兒童座椅以反映一孩政策。車身高度更為了適應當時中國的路面情況而提升至22厘米。
該車後來於1994年在北京车展上亮相，由时任保時捷首席执行官Wendelin Wiedeking以普通話在車展上介绍。但後來由於競爭激烈，該車最終未被選中及投產，並被福斯Jetta、雪鐵龍富康、賓士 A-Class等車款替代。